# Pedro Antonio Menéndez de Ambás
Pedro Antonio Menéndez de Ambás (Candás, 1716- Oviedo, 1790) fue un arquitecto asturiano del siglo XVIII.

## Biografía
Fue iniciado en el oficio por su padre, Bernardo Menéndez, aumentando su formación con el arquitecto cántabro Francisco de la Riva Ladrón de Guevara. Su estilo rompe con el barroco, empleando en sus obras gran sobriedad. Concluyó el palacio del Marqués de Camposagrado en Oviedo, sin modificar la fachada diseñada por De la Riva; sí modificó la distribución espacial del interior. En 1752 conoció al regente de Asturias Isidoro Gil de Jaz, que le encargó la realización del Hospicio y Hospital Real, actual Hotel Reconquista. En 1777 enfermó y tuvo que abandonar su oficio, ingresando en 1783 en el Hospital Real que él mismo había trazado, donde falleció. Tuvo como principal discípulo a Manuel Reguera González, que continuó sus trabajos.